# Nydam II-fundet
Nydam II-fundet er en sølvskat, som i 1888 blev fundet Nydam Mose ved Øster Sottrup, 8 km fra Sønderborg. 
Ca. 50 m syd for det første fundområde, der fra 1859 til 1863 blev udgravet af Conrad Engelhardt fandt man inden for en kvadratmeter, 1 m under mosens overflade ca. 100 kostbare genstande – fortrinsvis udstyr til sværdskeder (mundblik og dupsko), som blev udsorteret af den samlede våbenmængde, før de blev nedlagt. Fundet bestod til forskel fra Nydam næsten udelukkende af udvalgte, kostbare sølvbeslag til sværdskeder og remme, forgyldet eller indlagt med niello og dekorerede med geometriske og animalske motiver i karvsnit eller indgravering. Dette fund er nedlagt sent i 300-tallet eller tidligt i 400-tallet. Ved en eftergravning foretaget af W. Splieth fra Museet i Kiel, blev et område på ca. 100 m² gennemsøgt uden resultat.
En tjenestekarl var i juli måned 1888 beskæftiget med at grave tørv i mosen og fandt 100 kostbare genstande – fortrinsvis udstyr til sværdskeder (mundblik og dupsko), som blev udsorteret af den samlede våbenmængde, før de blev nedlagt. 
Sølvskatten bestod til forskel fra det første Nydamfund, næsten udelukkende af udvalgte kostbare sølvbeslag til sværdskeder og remme, forgyldet eller indlagt med niello og dekorerede med geometriske og animalske motiver i karvsnit eller indgravering. Dette fund er nedlagt sent i 300-tallet eller tidligt i 400-tallet. 
Da fundstedet på daværende tidspunkt var en del af Preussen, (1864-1920) forsøgte dansksindede sønderjyder at sikre fundet på danske hænder. Politikeren H.P. Hanssen købte med støtte fra Oldnordisk Museum i København sølvskatten af ejeren, en gårdejer i nærheden af mosen. De tyske myndigheder opdagede aktionen og oldsagshandelen blev trukket tilbage og kort tid efter købte Oldsagsforeningen i Flensborg hele fundet for 225 rigsmark og overførte 1895 sølvskatten til Flensborg museum, hvor den største del af sølvskatten er udstillet. 
Kun få af genstandene befinder sig i Slesvig op på Nationalmuseet i København. 